# Zwarte nieswortel
De zwarte nieswortel (Veratrum nigrum) is een vaste plant uit de eenbesfamilie (Melanthiaceae), met een groot verspreidingsgebied in Eurazië. De soort was al in de oudheid bekend. Lucretius en Plinius schreven er al over als braakmiddel en als dodelijk giftige plant. De soort kreeg de wetenschappelijke naam in 1753 van Linnaeus in Species plantarum.

## Kenmerken
De plant heeft een stevige zwarte wortelstok. De gaafrandige bladeren zijn zittend, stengelomvattend, en staan spiraalsgewijs rondom het onderste deel van de stengel. De onderste zijn tot 30 cm lang en breedovaal, de bovenste minder breed. De bloemen staan in zijdelingse, tot 60 cm lange trossen aan de bloemsteel, doorgaans met één eindelingse tros. De zijdelingse trossen dragen doorgaans alleen mannelijke bloemen. De plant wordt 50 tot 120 cm hoog.
De zwarte nieswortel bloeit enkele weken lang aan het begin van de zomer, met paarse, 12 tot 16 mm grote, zestallige bloemen. De zaaddozen zijn aanvankelijk groen, en verkleuren later naar paars.
De vrucht is een bovenstandige openspringende bes.

## Giftigheid
Alle delen van de plant zijn zeer giftig, met de hoogste concentratie gif in de wortel.

## Verspreiding en habitat
De plant komt voor in Zuid- en Centraal-Europa, van Frankrijk naar het oosten, tot aan Korea in Azië, in streken met een gematigd klimaat. De soort ontbreekt op het Iberisch Schiereiland, in Turkije en in het zuiden van Azië. De plant heeft een voorkeur voor beschaduwde standplaatsen, in natte tot matig vochtige grond.

## Synonymie
- Veratrum nigrum L. (1753)
  - Melanthium nigrum (L.) Thunb. (1797)
  - Helonias nigra (L.) Ker Gawl. (1816)
- Veratrum purpureum Salisb., nom. superfl. (1796)
- Veratrum bracteatum Batalin (1893)
- Veratrum nigrum var. ussuriense (O.Loes. (1927)
  - Veratrum ussuriense (O.Loes.) Nakai (1937)

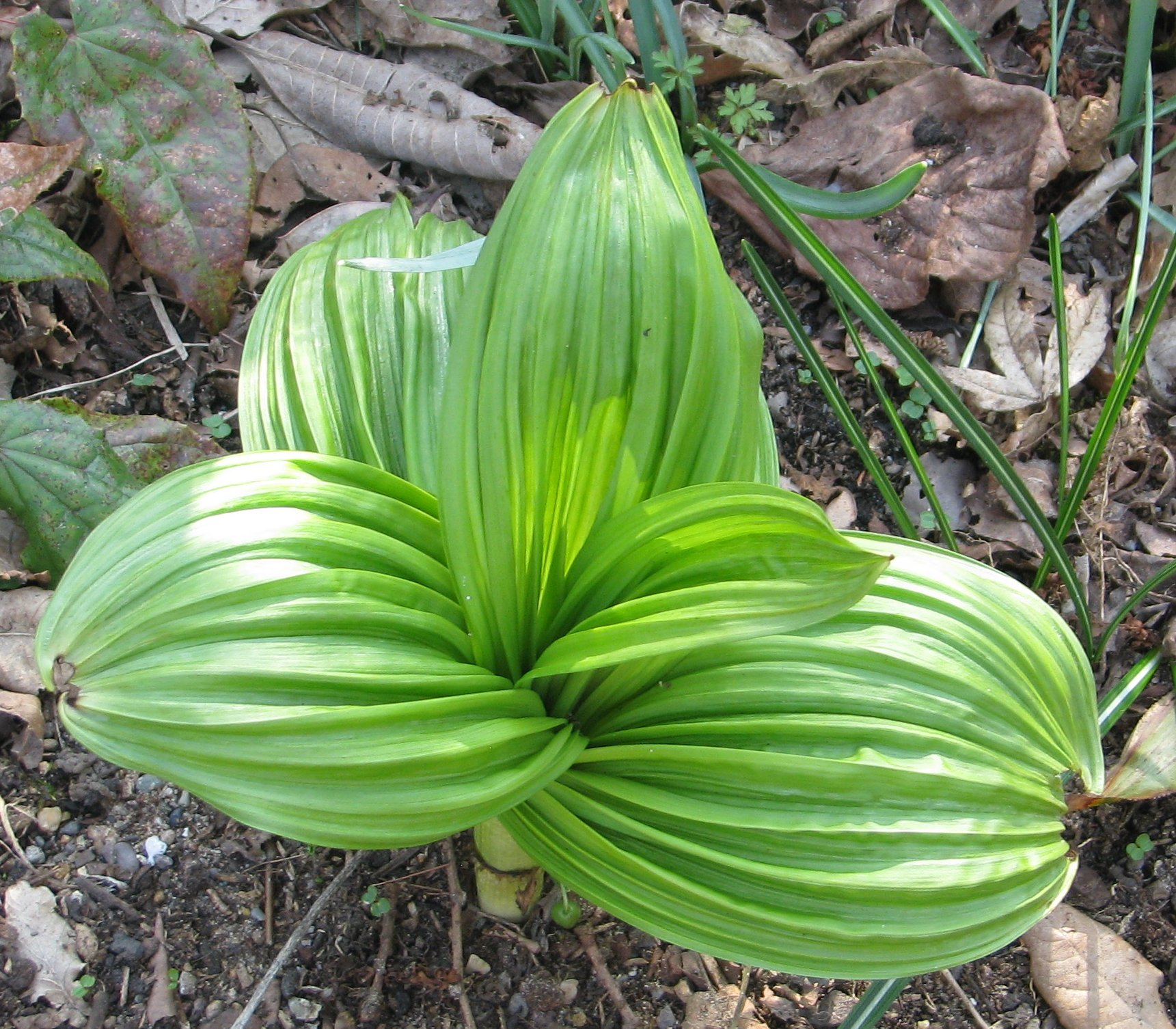
blad
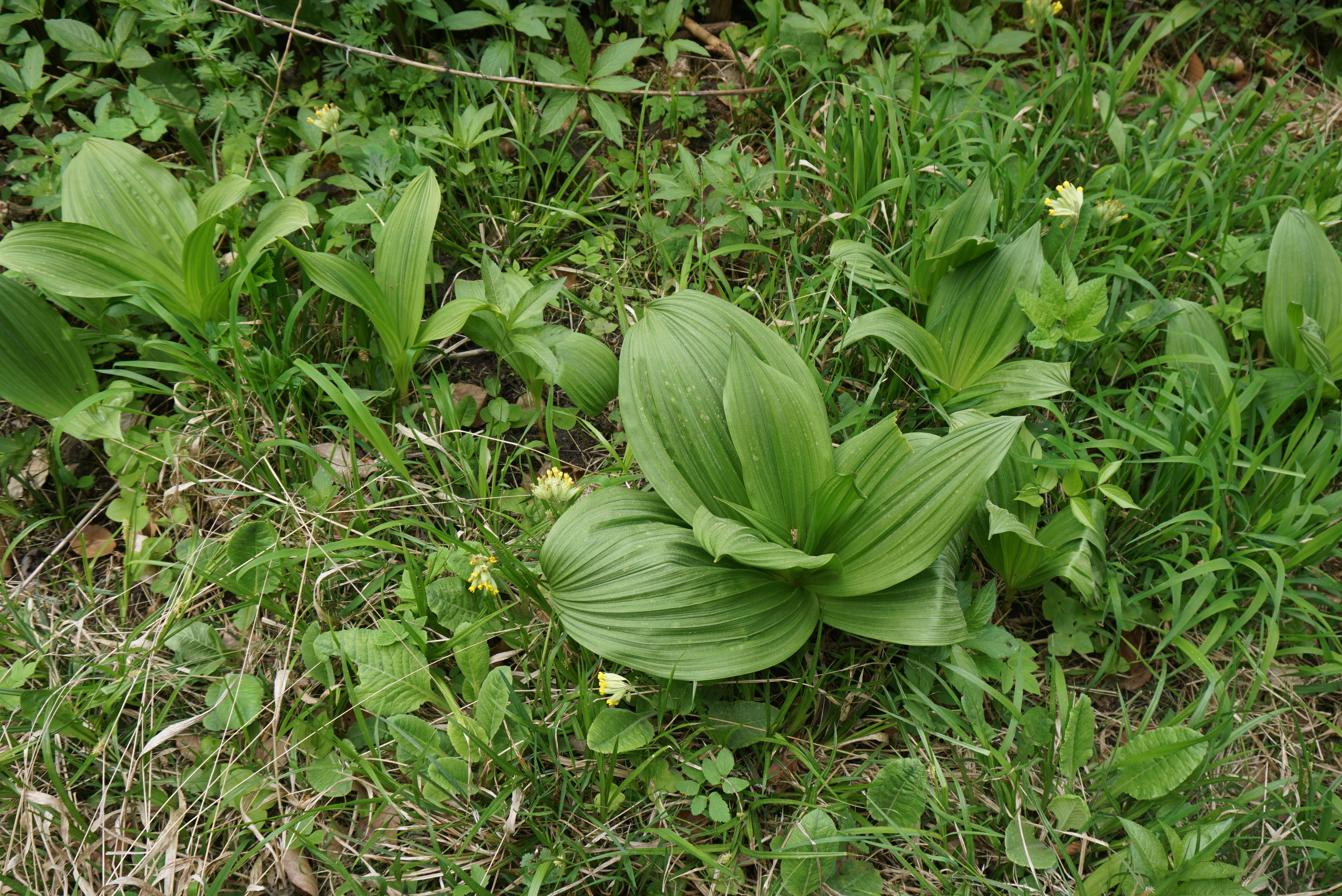
met gulden sleutelbloem in een beekdal bij Samotín (Tsjechië)
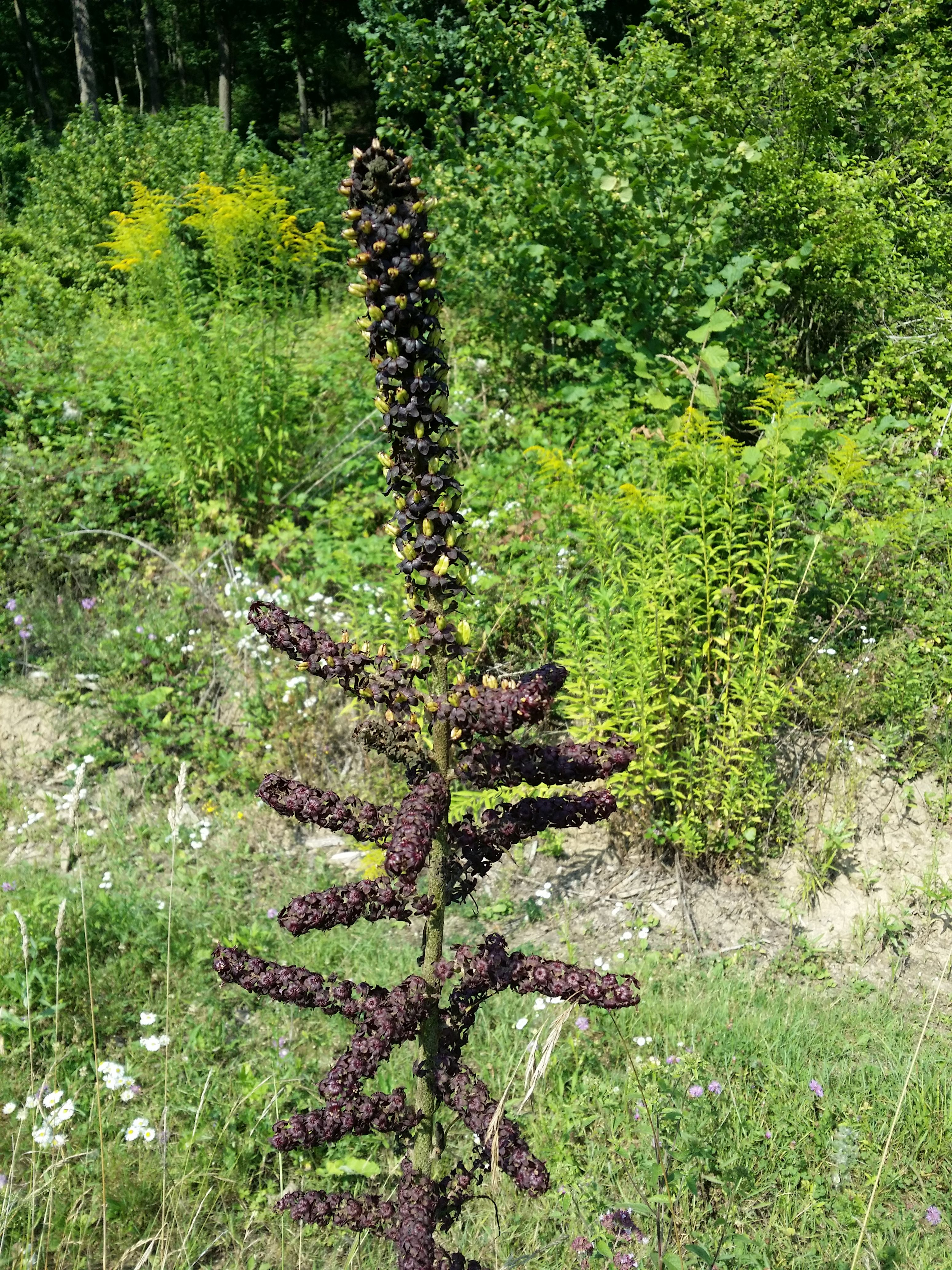
bloeiwijze
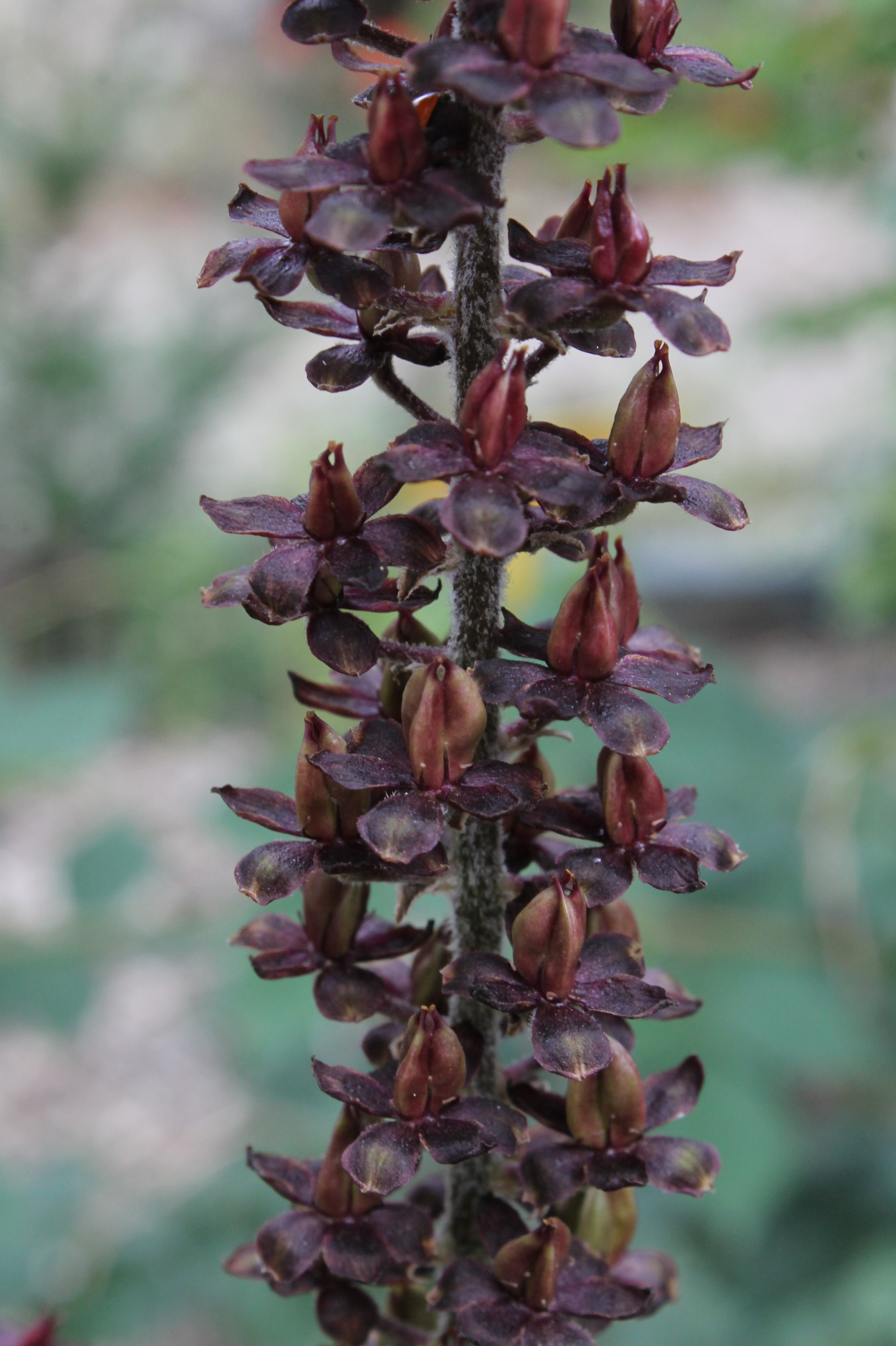
vruchten
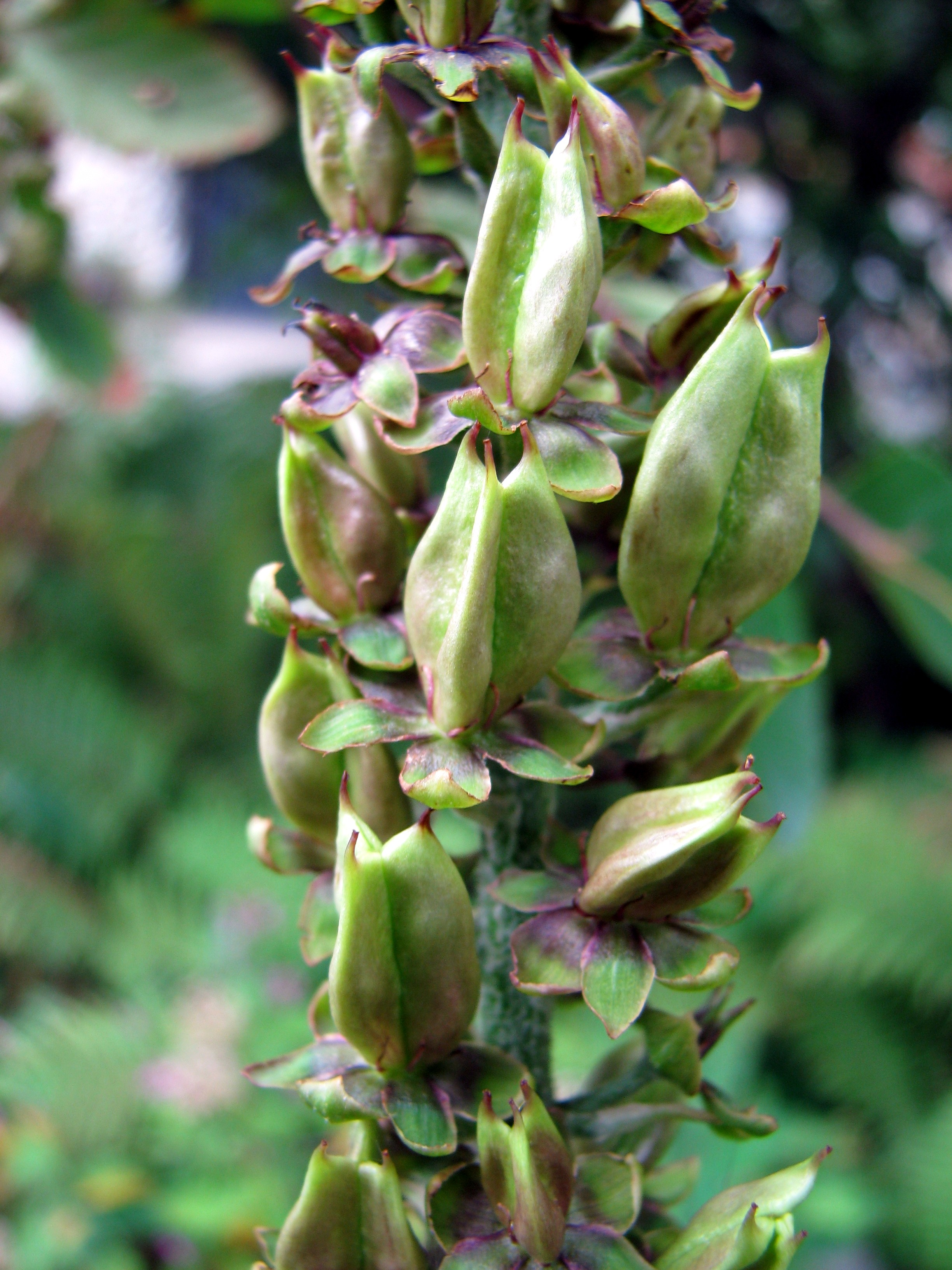
vruchten
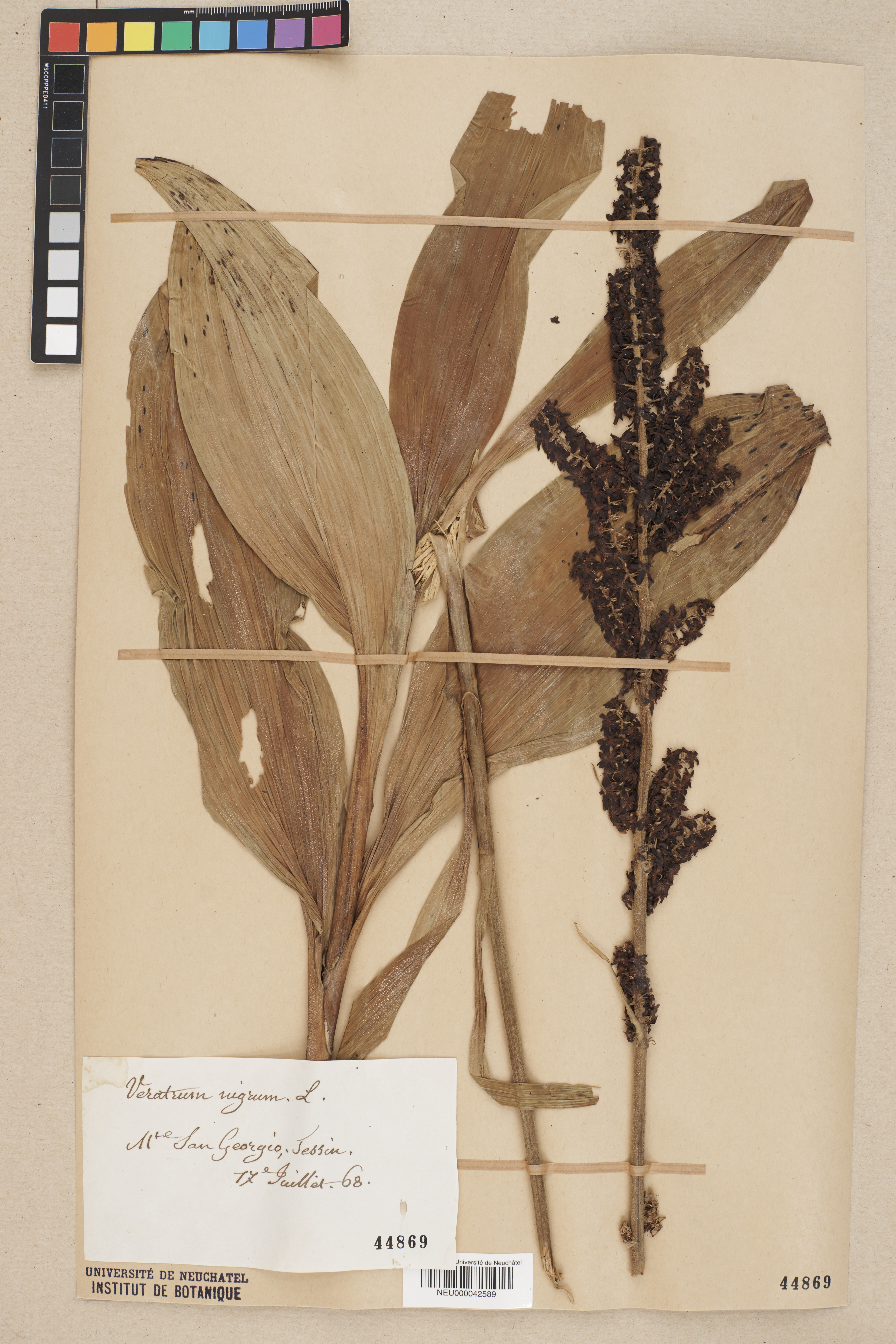
herbarium specimen
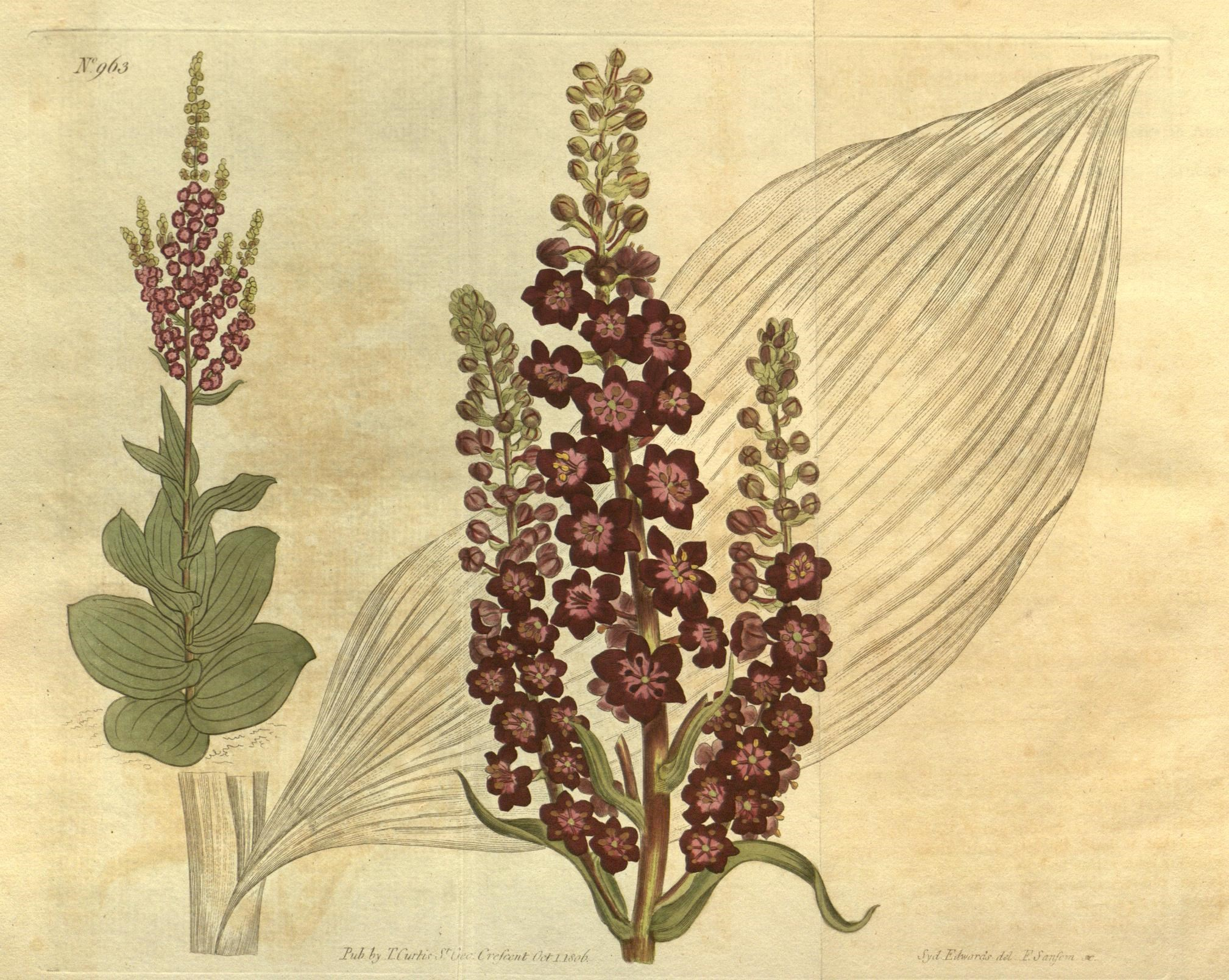
illustratie in Curtis's Botanical Magazine